# Lari (Toskana)

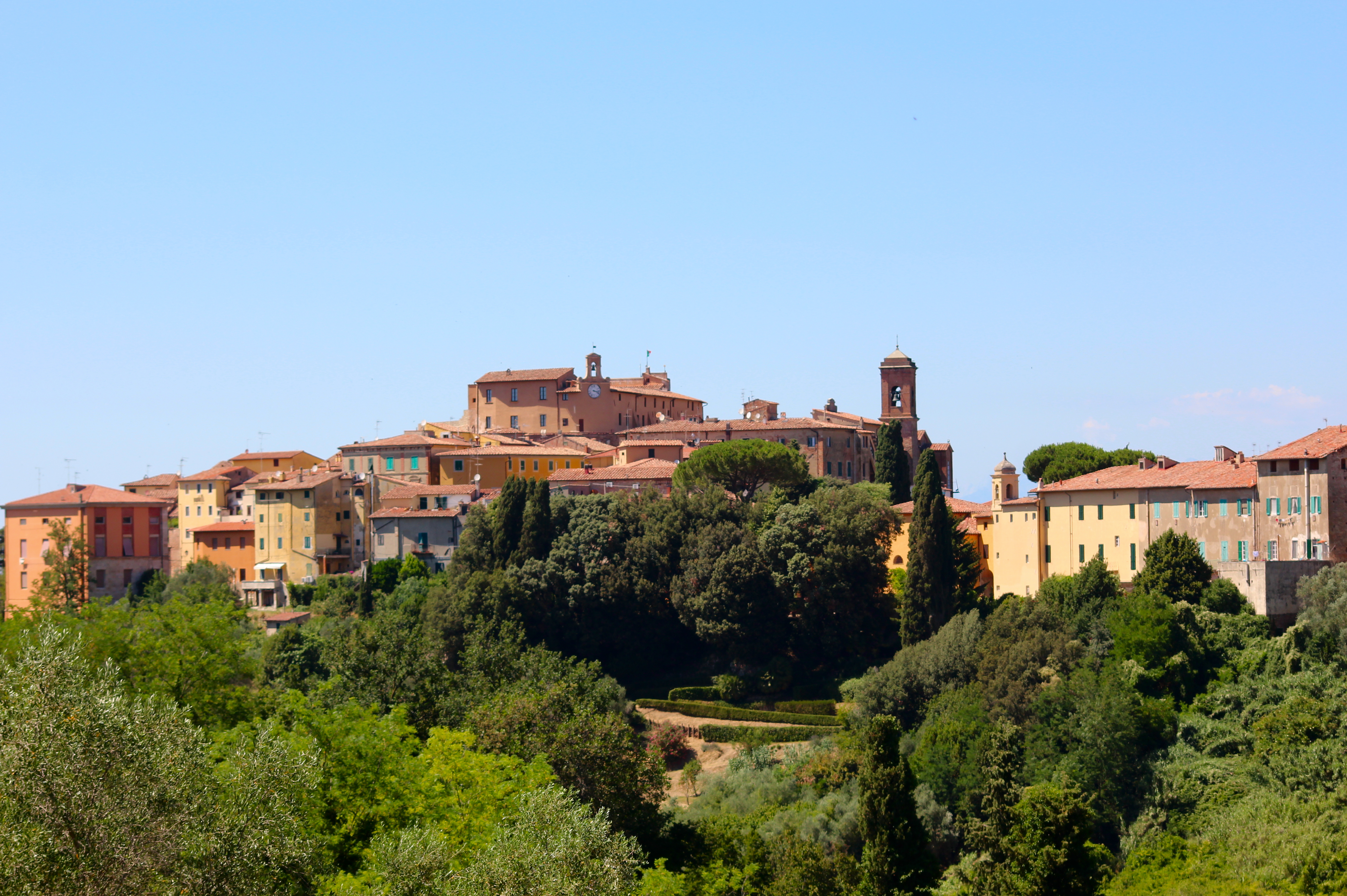
Panorama von Lari

Lari ist ein Ortsteil von Casciana Terme Lari in der Provinz Pisa.

## Geografie
Der Ort liegt bei 130 m am südlichen Hang des weitläufigen Arnotales. Lari liegt ca. 25 km südöstlich der Provinzhauptstadt Pisa und ca. 60 km südwestlich der Regionalhauptstadt Florenz.

## Geschichte

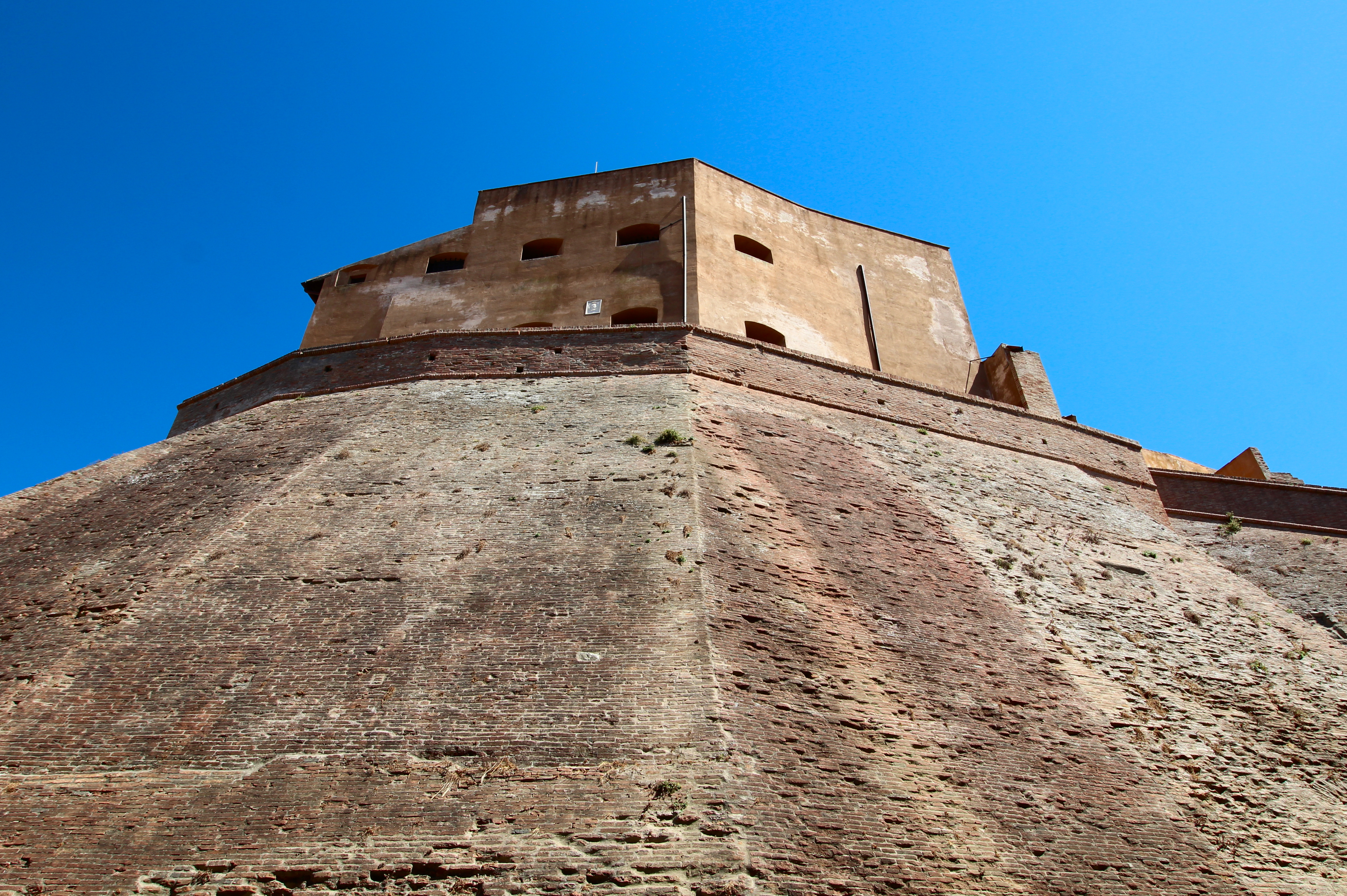
Das Castello dei Vicari im Ortskern von Lari

Mittelpunkt ist das Dorf Lari, das auf etruskische Ursprünge zurückgeführt werden kann. Keramikscherben, die im Untergrund des dortigen Castello gefunden wurden, belegen dies für die Zeit bis zum 5. Jahrhundert v. Chr. Erstmals urkundlich erwähnt ist der Ort im Jahr 732. Damals stand im Mittelpunkt des Ortes ein hölzerner Turm, der von Pfahlwerk umgeben war.
Im Jahr 1230 wurde der Standort von den Upezzinghi, einer rebellischen Familie aus Pisa, zu einer Festung ausgebaut und verstärkt. In strategisch wichtiger Lage wurde das Festungswerk ausgebaut und wuchs zu einer der am besten geschützten Burgen der inneren Toskana.
Mit der Eroberung Laris nach einer blutigen Schlacht 1406 ging die Herrschaft von Pisa auf Florenz über. Lari wurde florentinisches Vikariat, in dem in sechsmonatlichem Turnus Vikare von Florenz eingesetzt und abgelöst wurden. Zu deren Aufgaben zählten die Steuereintreibung, die Rechtsprechung und das Kommando über das Heer. Das Vikariat war zu dieser Zeit weitläufig und reichte bis zum Meer, kontrollierte Besitztümer in Peccioli, Palaia, und im Norden Teile von Pontedera.

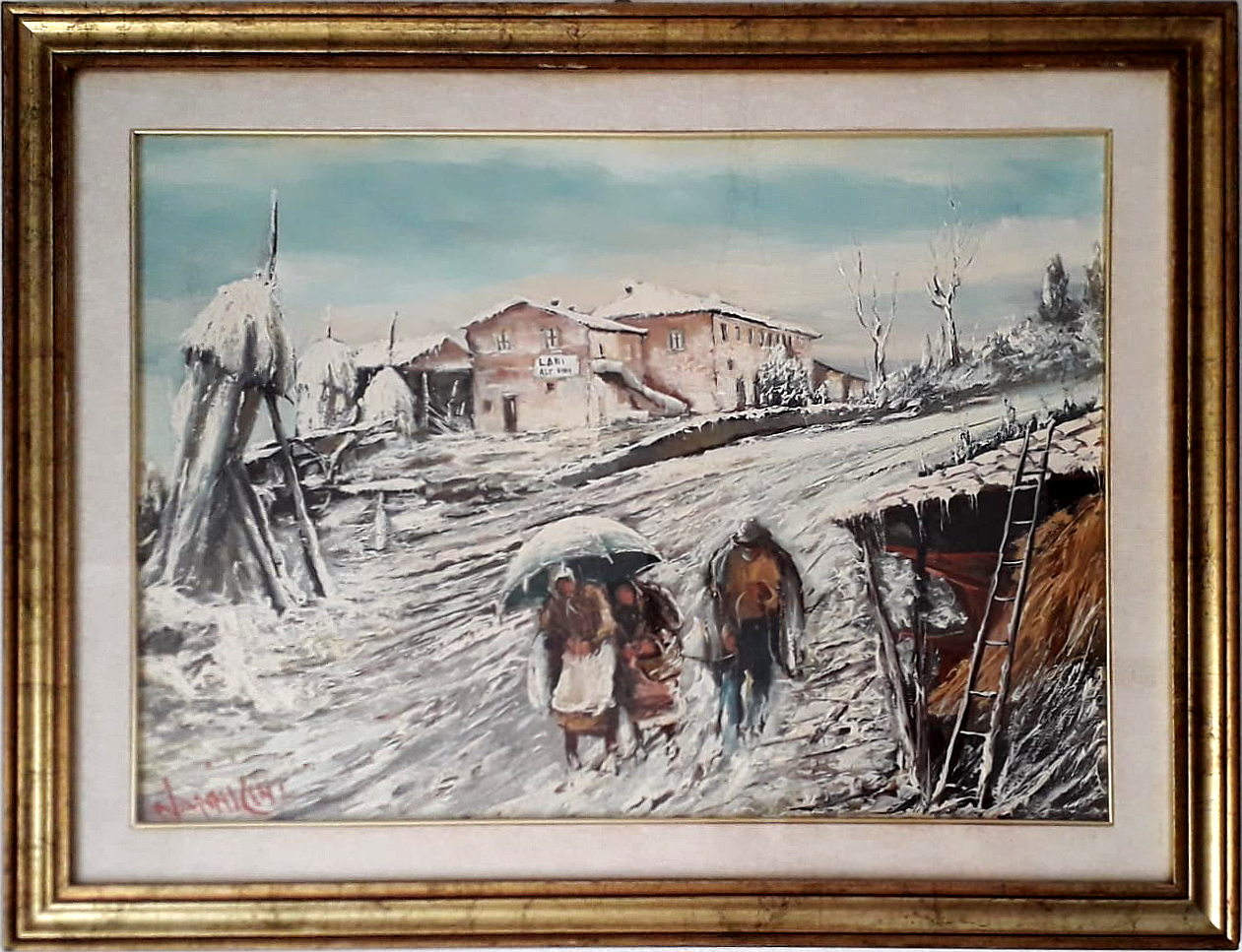
Szene aus früheren Zeiten in Lari von Lando Nannicini

Im 15. und 16. Jahrhundert wurden die Verteidigungsanlagen allseitig verstärkt: Der Zugang war auf drei Tore beschränkt, von denen heute zwei erhalten sind. Das Volterra-Tor (Porta Volterrana) im Süden war als Hauptzugang mit einer Zugbrücke versehen, die über einen trockenen Burggraben führte. Schon 1780 wurde dieses abgerissen, um Fuhrwerken die Zufahrt zum Markt auf der zentral gelegenen Piazza zu ermöglichen. Die beiden Nebentore Porta Fiorentina und Porta Maremmana sind heute noch vorhanden.
Das Vikariat hatte bis 1848 Bestand. Danach war das Castello von Lari für mehr als 100 Jahre Sitz des Amtsgerichtes.
Heute ist Lari ein ruhiger Ort mit historischer Atmosphäre. Von einiger wirtschaftlicher Bedeutung sind der Kirschanbau und die eigenen Angaben zufolge „kleinste Nudelfabrik der Welt“ der Brüder Martelli.
Am 1. Januar 2014 fusionierte die Gemeinde mit Casciana Terme zur neuen Gemeinde Casciana Terme Lari. In Lari stimmten Lari 76,93 % für die Vereinigung bei 34,02 % Wahlbeteiligung. Der Rathaussitz blieb in Lari. Bis zur Gemeindezusammenlegung gehörten die Ortsteile Casciana Alta, Cevoli, Lavaiano, Perignano, San Ruffino und Usigliano zur Gemeinde Lari, danach gingen sie mit Lari in die neue Gemeinde.

## Sehenswürdigkeiten

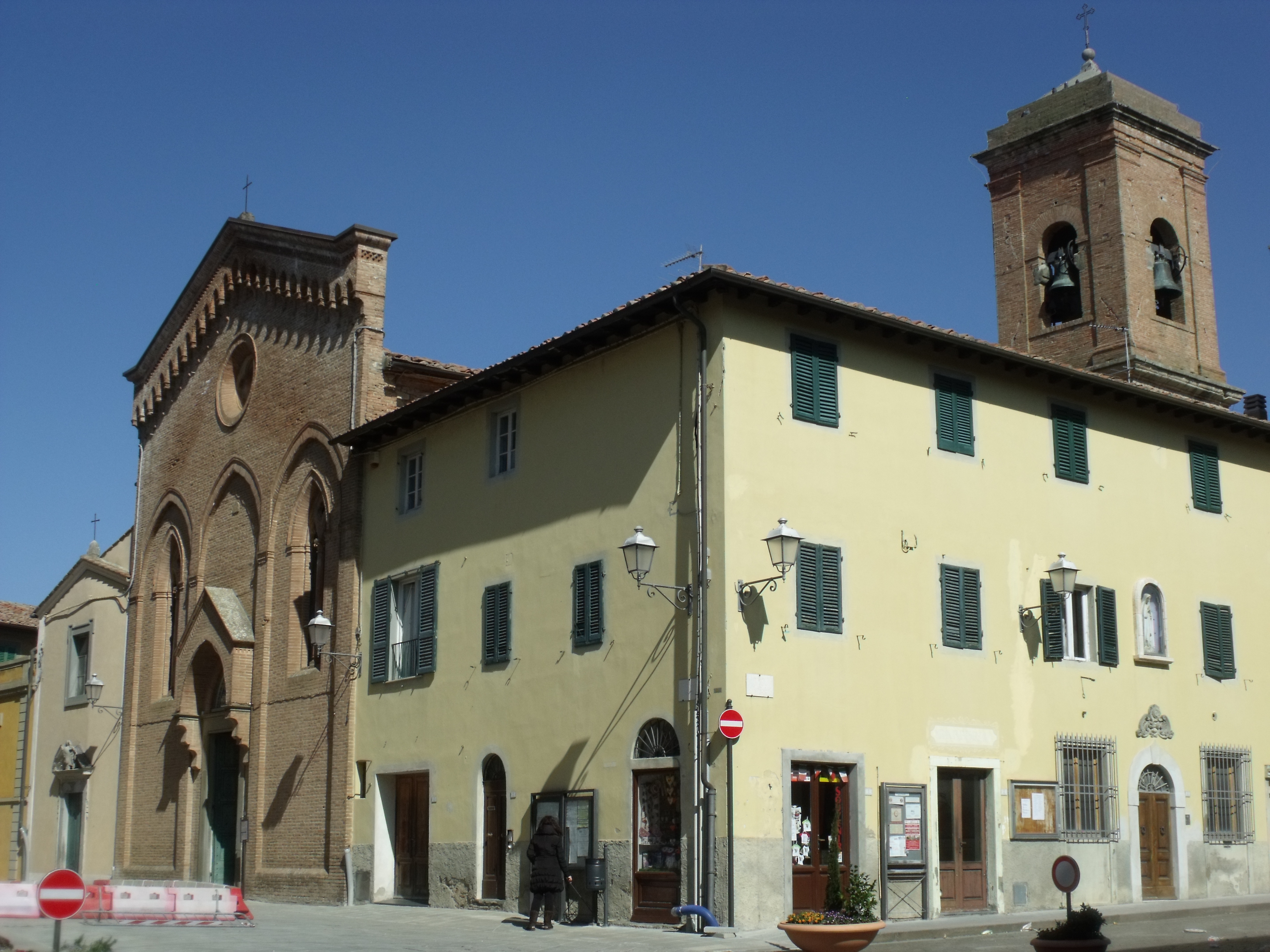
Die Propositura di San Leonardo e di Santa Maria Assunta im Ortskern von Lari

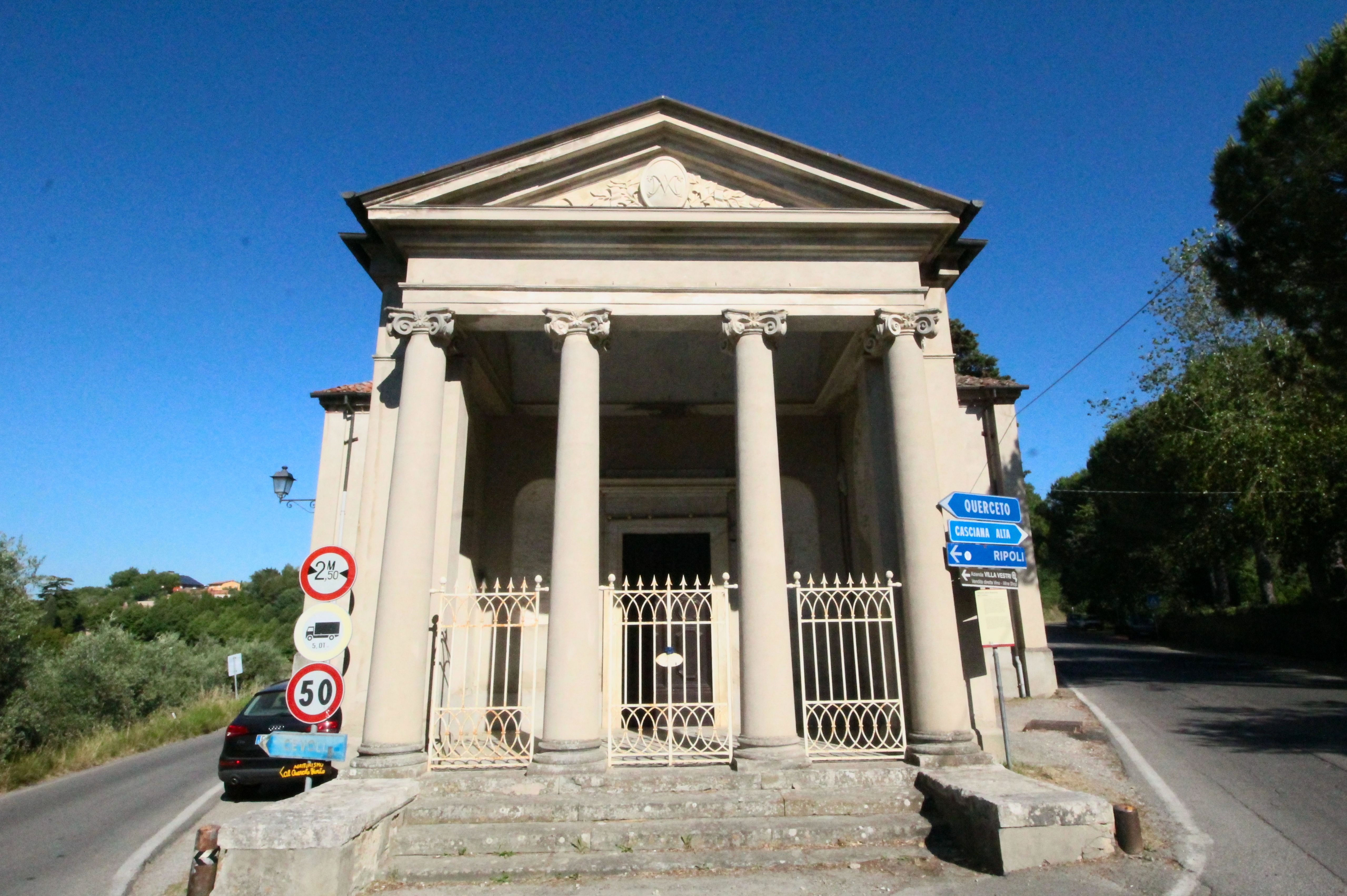
Madonna del Carmine

- Castello dei Vicari, Burg im Ortskern mit Museum, die im 11. Jahrhundert entstand.[4]
- Cappella dei Vicari, Kapelle innerhalb der Burg, die im späten 17. Jahrhundert errichtet wurde.[4]
- Logge del Mercato, Loggia am Marktplatz im Ortskern nahe Burg und Propsitura.
- Propositura di San Leonardo e di Santa Maria Assunta, Kirche im Ortskern. Enthält das Werk Madonna orante von Francesco Melani (1675–1742) und die dem Andrea Guardi zugeschriebene Marmorskulptur Annunciazione.[5]
- Cappella Curini Galletti, der Santa Maria Maddalena geweihte Kapelle kurz außerhalb des Ortskern, die der Villa Curini Galletti anliegt. Enthält das Wandgemälde Santa Maria Maddalena penitente von Giovanni Battista Tempesti.[4]
- Oratorio della Madonna del Carmine, Oratorium außerhalb des Ortskerns.[4]
- Oratorio della Madonna della Neve, Oratorium aus dem Jahr 1634, kurz außerhalb der Stadtmauern. Enthält ein Weihwasserbecken aus dem Jahr 1757.[4]
- Villa la Collina, Villa kurz außerhalb der Stadtmauern von Lari, im 17. Jahrhundert entstandenes Gebäude der Familie Panattoni.[6]
- Villa Norci,  Gebäude der Familie Norci in San Ruffino aus dem 17. Jahrhundert.[7]

## Auszeichnungen
Der Ort ist Träger der Bandiera Arancione.